# Контрада Вјола (Потенца)
Контрада Вјола (итал. Contrada Viola) је насеље у Италији у округу Потенца, региону Базиликата.
Према процени из 2011. у насељу је живело 42 становника. Насеље се налази на надморској висини од 533 м.